# Francisco Vásquez de Coronado

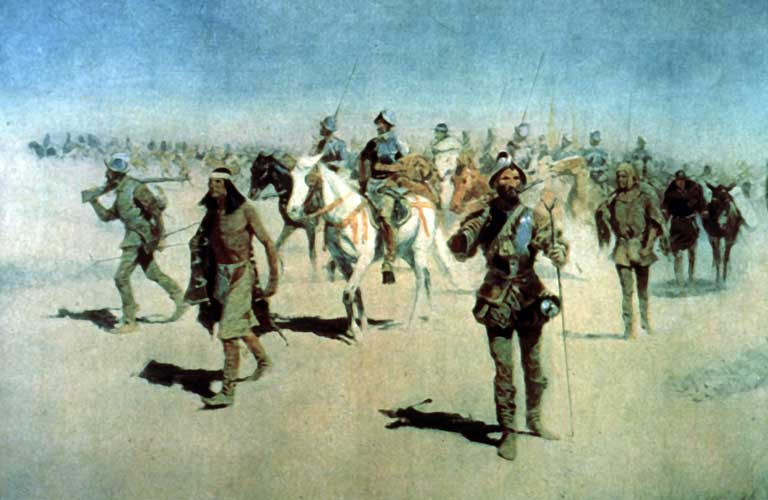
De expeditie van Coronado (ca. 1900), geschilderd door Frederic Remington

Francisco Vásquez de Coronado, (Vásquez wordt ook wel als Vázquez geschreven, Salamanca, ca. 1510 - Mexico-Stad, 22 september 1554), was een Spaans ontdekkingsreiziger.
Francisco is eenmaal op ontdekkingsreis gegaan. De expeditie vertrok op 23 februari 1540, eindigde in 1542 en had als eindbestemming de Zeven Steden van Cibola.
De onderkoning van Nieuw-Spanje stuurde een expeditie uit onder leiding van Francisco Vásquez de Coronado om het mysterieuze koninkrijk (de Zeven Mysterieuze steden van Cibola) te zoeken en zijn rijkdommen, waaronder misschien wel goud, te veroveren en mee terug te nemen naar Mexico-Stad.

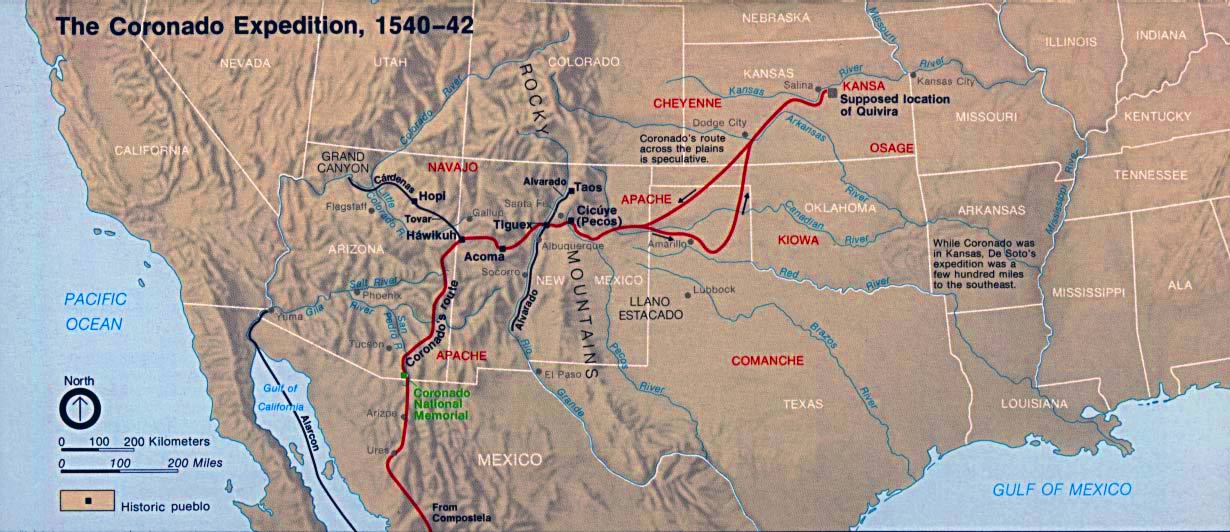
Coronado's expeditie

Hij en zijn manschappen gingen te voet, terwijl de voorraden op een schip bleven dat langs de westkust voer. Hij reisde met het gezelschap van ongeveer 300 Spaanse soldaten en edellieden, enkele honderden Indianen en talrijke paarden. De meeste van de manschappen droegen helmen en zware metalen borstplaten, enkel de soldaten waren bewapend met kruisbogen en primitieve geweren. Twee schepen onder leiding van Hernando de Alarcon, kapitein van Coronado’s expeditie, vervoerden de zware uitrusting en voorraden in noordelijke richting langs de westkust van Mexico en de reis duurde twee jaar.
Op de reis werden onder andere de Grand Canyon, de Rio Grande en de zuidelijke Rocky Mountains ontdekt. De expeditie was een flop omdat er geen goud gevonden werd. Hun ontdekking was een zware tegenslag na de moordend lange reis, het gevaar van de Indianen en het voedselgebrek. Ze hadden op veel gehoopt maar dit beantwoordde in geen enkel opzicht aan hun verwachtingen. Daarom sloegen ze aan het plunderen van de woonplaatsen van de indianen. Dit leidde in 1540-41 tot de Tiguex-oorlog, waarbij de stad Moho tachtig dagen werd belegerd.

Er is in de staat Arizona een museum opgericht: Coronado National Memorial.